# Carl Amandus Kühn
Carl Amandus Kühn (* 22. September 1783 in Dresden, Kurfürstentum Sachsen; † 29. März 1848 in Freiberg) war ein sächsischer, deutscher Geologe, Bergkommissionsrat und Verfechter des Neptunismus.

## Leben
Er studierte zunächst ab 1800 an der Bergakademie Freiberg und war während dieser Zeit beteiligt an der Geognostischen Landesuntersuchung Sachsens unter Leitung von Abraham Gottlob Werner. Nach einer Anstellung als Berggeschworener in Annaberg ging er als Freiwilliger zu den verbündeten Truppen während der Napoleonischen Kriege. Ab 1816 erhielt der Obereinfahrer Kühn eine Berufung als Hilfslehrer und Assistent Werners an die Bergakademie Freiberg und begann mit dem Aufbau einer Lagerstättensammlung.
Nach dem Tode Werners wurde er am 26. Juni 1818 zum Professor für Bergbaukunst und Geognosie, gleichzeitig wurde auch Friedrich Mohs aus Graz zum Professor für Oryktognosie und der Kustos der Wernerschen Sammlung, Ludwig Gustav Ferdinand Köhler, zum Bergakademieinspektor ernannt.
Kühn leitete bis 1834 die Arbeiten zur Fertigung einer Geologischen Karte des Königreiches Sachsen und wechselte danach als Bergrat in das Oberbergamt in Freiberg. Die Überarbeitung der Karte erfolgte seit 1835 durch Carl Friedrich Naumann und Bernhard von Cotta und bis 1845 waren sämtliche Blätter erschienen.
Im Jahre 1848 verunglückte er bei einer Befahrung und stürzte in den 96 m tiefen Turmhofschacht.
In seinem 1836 erschienenen umfangreichen Handbuch der Geognosie hielt er an der neptunistischen Lehre fest, obwohl diese bereits zu großen Teilen widerlegt war. Das Werk wurde bei seinem Erscheinen in Fachkreisen als „gestriges Wissen“ abgelehnt.
Er war der Bruder Heinrich Gottlieb Kühns.